# Golgohar Mining and Industrial Company
Die Golgohar Mining and Industrial Company (persisch شرکت معدنی و صنعتی گل‌گهر Sherkat-e San'ati va Ma'dani-ye Golgohar) ist ein Iranisches Bergbauunternehmen in Sirdschan, Kerman, das 1991 gegründet wurde.

## Geschichte
Die Golgohar Mining and Industrial Company wurde in 1991 unter der Nummer 409 beim Registeramt in Sirdschan mit einem Anfangskapital von 100 Milliarden iranischen Rial registriert. Im Jahr 1993 erhielt das Unternehmen seine Betriebserlaubnis. Die Bergbauaktivitäten im Gebiet Nr. 1 der Gol-Gohar-Mine begannen 1994. Im Jahr 2003 beschloss die ordentliche Generalversammlung, das Unternehmen von einer privaten Aktiengesellschaft in eine öffentliche Aktiengesellschaft umzuwandeln. Im darauffolgenden Jahr, 2004, wurden die Aktien des Unternehmens unter dem Kürzel "GOLG1" erstmalig an der Börse von Teheran notiert.

## Produkte
Die Aktivitäten des Unternehmens umfassen zwei Phasen. Die erste Phase besteht in der Eisenerzgewinnung aus der Gol-Gohar-Mine. In der zweiten Phase werden in den verschiedenen Werken des Unternehmens die primären Eisenerze zu Sekundärprodukten weiterverarbeitet, wie z. B. Pellets, direktreduziertes Eisen (Eisenschwamm), Eisenerzkonzentrat und Halbzeuge für Gussprodukte.

## Sanktionen
Im Jahr 2020 verhängte das US-Finanzministerium Sanktionen gegen die Golgohar Mining and Industrial Company, um die iranische Metallindustrie zu treffen.